# Список керівників держав 830 року
Список керівників держав 829 року — 830 рік — Список керівників держав 831 року — Список керівників держав за роками

## Європа

### Британські острови
- Шотландія:
  - Дал Ріада — Енгус II, король (820–834)
  - Пікти — Енгус II, король (820–834)
  - Стратклайд (Альт Клуїт) — Думнагуал ап Кінан, король (816–850)
- Вессекс — Егберт I, король (802–839)
- Думнонія — Хопкін ап Гернам, король (810–830)
- Ессекс — Егберт I, король (802–839)
- Кент — Егберт I, король (825–839)
- Мерсія — Егберт I, король (829–830); Віглаф, король (830–839)
- Нортумбрія — Енред, король (810—840/841)
- Східна Англія — Етельстан, король (827–839/845)
- Уельс:
  - Бріхейніог — Теудр ап Гріфід, король (805–840)
  - Гвент — Ітел IV ап Атруіс, король (810–848)
  - Королівство Повіс — Кінген ап Каделл, король (808–855)
  - Гвінед — Мервін ап Гуріад, король (825–844)
  - Глівісінг — Ріс ап Артвайл, король (825–856)
  - Сейсіллуг — Гугон ап Меуріг, король (808–871)

### Північна Європа
- Швеція — Бйорн II, конунґ (829–845)
- Данія — Горік I (Horik) (827–854)
- Ірландія — Конхобар мак Доннхада, верховний король (819–833)
- Норвегія:
  - Вестфольд — Олав Гейрстад-Альв, конунг

### Імперія Каролінгів
Людовик I Благочестивий — імператор Заходу (814–840)

Лотар I — король Італії, Лотарингії та Імператор Заходу з 840-го по 855-й рік
- Аквітанія — Піпін I, король (814–838)
  - Ампуріас — Госельм, граф (817–832)
  - Барселона, Жирона — Бернар Септиманський, граф (828–832, 835–844)
  - Герцогство Васконія — Аснар I Санше, герцог (820–836)
  - Каркассон — Оліба I, граф (821–837)
  - Конфлан і Разес — Госельм, граф (827–834)
  - Памплона — граф
  - Руерг — Фулькоальд, граф (815—бл.840)
  - Руссільйон — Госельм, граф (бл.801–832)
  - Тулуза — Беренгер I Мудрий, маркграф (814–835)
  - Уржель і Сарданья — Аснар I Галіндес, граф (бл. 820 — бл. 832)
- Нант — Ламберт I, граф (818–831)
- Графство Овернь — Гверін II, граф (бл. 819–839)
- Септиманія — Бернар Септиманський, маркіз (828–832, 835–844)
- Отен — Тьєррі III, граф (821—бл.830); Бернар Септиманський, граф (828–832, 835–844)
- Пуатье — Еменон, граф (бл.828–839)
- Труа — Адельрам I, граф (820–852)
- Шалон — Гверін II, граф (бл.819—бл.853)

### Німеччина
- Графство Ааргау — граф
- Баварія — Людовик II Німецький, король (817–843)
- Єпископство Вормс — Фольквін I, єпископ (826–841)
- Архієпископство Майнц — Одгар I, архієпископ (826–847)
- Єпископство Пассау — Регінхар I, єпископ (818–838)
- Єпископство Регенсбург — Бадеріх I, єпископ (817–848)
- Сакси — Бруно I (825–850)
- Єпископство Трір — Хетто I, єпископ (814–847)
- Єпископство Фульда — Рабан Мавр I, єпископ (822–842)

### ЦентральнатаСхідна Європа
- Перше Болгарське царство — Омуртаг, хан (814–831)
- Литва (Лютичі) — Любий, син Дражка, князь (бл.810–830)
- Велика Моравія — Моймир I, князь (830–846)
- Нітранське князівство  — Прібіна, князь
- Сербія — Просигой, князь (бл.822—бл.836)
- Словенія (Карантанія) —
- Приморська Хорватія — Владислав I, князь (821-835)
- Хозарський каганат — Ханукка, бек-мелех (825-840)

### Іспанія
- Кордовський емірат — Абдуррахман II ібн Хакам, емір (822–852)
- Астурія — Альфонсо II Цнотливий, король (791–842)

### Італія—
- Венеціанська республіка — Джованні I Партичипаціо, дож (829–836)
- Князівство Беневентське — Сіко, князь (817–832)
- Герцогство Сполетське — Адельгіз I, герцог (824–834)
- Неаполітанський дукат — Стефан III, дука (821–832)
- Папська держава — Григорій IV, папа римський (827–844)

### Візантійська імперія
Візантійська імперія — Феофіл, імператор (829–842)

## Азія

### Західна Азія
- Аббасидський халіфат — Абдуллах аль-Мамун, халіф (813–833)
- Кавказ:
  - Абхазьке царство — Феодосій II, цар (811–837)
  - Васпуракан — Арцруніди під владою халіфату
  - Вірменський емірат — Смбат VIII Багратуні, ішхан (826–855)
  - Кавказька Албанія — Міхраніди під владою халіфату
  - Тао-Кларджеті  — Багратіоні під владою халіфату
  - Кахетія — Ваче, князь (827–839)
  - Сюні — Саак, нахарар (бл.810–832)

### Центральна Азія
- Персія:
  - Табаристан — Шохпур, іспахбад (825–837)
- Середня Азія:
  - Киргизький каганат — Ажо, каган (820-840)
  - Самарканд (династія Саманідів) — Нух ібн Асад, емір (819–842)
  - Хорезм (династія Афрігідів) — шах
  - Уйгурський каганат — Касар-каган, каган (824–832)

### Південна Азія
- Індія:
  - Малава — Вайрісімха (Vairisimha) I (818–843)
  - Венгі— Східні Чалук'я — Віджаядітья I (Нарендра Мригараджа), махараджа (799–843)
  - Гуджара-Пратіхари — Нагабхата II, махараджахіраджа (800–833)
  - Західні Ганги — Рачамалла I, махараджа (816–843)
  - Імперія Пала — Девапала, махараджа (810–850)
  - Династія Паллавів — Нандіварман III, махараджахіраджа (825–869)
  - Держава Пандья — Шрімара Шріваллабха, раджа (815–862)
  - Раштракути — Амогхаварша I, махараджахіраджа (814–878)
- Острів Шрі-Ланка:
  - Сингаладвіпа — Даппула II, раджа (815–831)

### Південно-Східна Азія
- Кхмерська імперія — Джаяварман II, раджа (802–850)
- Бан Пха Лао — Лао Сао, раджа (804–843)
- Мианг Сва — Кхун Ло (Кхун Бором Раджадхіраджа), раджа (бл.820–840)
- Наньчжао — Чжаочен-хуанді (Мен Цюаньфен'ю), ван (823–859)
- Паган — Кхе Лу, король (829–846)
- Чампа — Вікрантаварман III, князь (бл.820—бл.854)
- Індонезія:
  - Матарам — Самаратунгга, шрі-махараджа (819–838)
  - Імперія Шривіджая — Самаратунгга, махараджа (792–835)
  - Сунда — Прабу Гайях Кулон, король (819–891)

### Східна Азія
- Японія — Дзюнна, імператор (823–833)
- Китай, Династія Тан — Вень-цзун (Лі Ан), імператор (827–840)
- Бохай — Да Женьсю (Сюань-ван), ван (818–831)
- Тибет — Ралпачан, цемпо (бл.817—бл.841)
- Корея:
  - Сілла — Хиндок, ван (826–836)
  - Пархе — Сон, тійо (818—830); Тейджин, тійо (830-857)

## Африка
- Аксум — негус
- Аудагаст — Тілутан, емір (бл.800–837)
- Імперія Гао — Айам Занка, дья (бл.800–830)
- Іфрикія — Абу Мухаммад Зіядаталлах ібн Ібрагім, емір (817–838)
- Магриб — Ал-Мунтасир Мухаммад ібн Ідріс, халіф (828–836)
- Некор — Саліх II ібн Саїд, емір (803–864)
- Рустаміди (Ібадити) — Афлах ібн Абд аль-Ваххаб, імам (823–872)

## Америка
- Цивілізація Майя:
  - Караколь — Кініч-Тобіль-Йоат, цар (810–830)
  - Копан — цар
  - Куаутітлан  — Уактлі I, цар (бл.804–866)
  - Кулуакан — цар Ноноуалькатль I (767–845)
  - Тікаль — цар
- Тольтеки — цар